# کشف‌رود
کَشَف‌رود، در میان درهٔ کَشَف‌رود خراسان رضوی و در قسمت شمالی کلان‌شهر مشهد جاری است. شهرستان‌های گلبهار و چناران نیز در حوضه این رودخانه قرار دارند. این رود از رشته کوه هزار مسجد  ،  رشته کوه بینالود  و کوههای  قطار اولنگ فریمان  سرچشمه می‌گیرد که این رودها فصلی و سیلابی می‌باشند. در سال‌های اخیر طرح ساماندهی کشف‌رود به شهرداری مشهد واگذار شد و شهرداری مشهد برنامه‌ای برای تبدیل آن به یک تفرجگاه بزرگ به نام بوم‌ پارک را دارد. تمدن تاریخی توس در گذشته در کنار این رودخانه شکل گرفته بود. در شاهنامه فردوسی از این رود با نام "کاسه‌رود" یاد شده‌است.
کشف‌رود هرساله میزبان انواع گونه‌های پرنده بومی و مهاجر است و یکی از بهترین نقاط برای پرنده‌نگری در خراسان رضوی و ایران است. تنوع پرندگان آن چنان چشمگیر است که هرساله پرندگان کمیاب و غیر معمول و جدید در آن ثبت می‌شوند.
انواع اردک، چنگر نوک سرخ، چنگر معمولی، حواصیل خاکستری، بوتیمار فلامینگو، انواع اردک مثل خوتکا، آنقوت، تنجه، اردک سرسبز، فیلوش، اردک سرحنایی، پلیکان، انواع کشیم، انواع گنجشک‌سانان مانند زردپره‌ها، سهره‌ها، گنجشک‌ها، سسک‌ها و مگس‌گیرها، چوب‌پا، سنقر تالابی، کبوتر چشم‌زرد خاوری، سارگپه پابلند، اکراس سیاه و زنبورخوار، از پرندگان این منطقه هستند.

## وجه تسمیه
کَشَف به معنی لاک‌پشت است و کشف‌رود به معنی رود پر از لاک‌پشت است. در زمان‌های قدیم لاک‌پشت‌های کوچک و بزرگ زیادی در این رود وجود داشته‌است.

## کشف‌رود درشاهنامه فردوسی
از کشف‌رود چندین بار در شاهنامه فردوسی یاد شده‌است.
به نقل از شاهنامه، سام نریمان در نامه‌اش به منوچهر از جنگ با اژدها در کشف‌رود و کشتن اژدها می‌نویسد:
| چنان اژدها کو ز رود کشف |  | برون آمد و کرد گیتی چو کف |

تا آنجا که آن را می‌کشد.
| کشف‌رود پرخون و زردآب شد |  | زمین جای آرامش و خواب شد |

## زمین ریخت‌شناسی
طول رودخانه کَشَف رود ۲۹۰ کیلومتر است. این رودخانه از آبریزهای جنوبی هزار مسجد و آبریزهای شمالی بینالود سرچشمه می‌گیرد و پس از عبور از مشهد، در محل پل خاتون سرخس، به رودخانه هریرود می‌پیوندد و از آنجا به بعد، رودخانه تجن نام گرفته و به سمت ترکمنستان ادامه می‌یابد و در بیابان‌قره‌قوم ترکمنستان فرومی‌رود.
این رود در حال حاضر به دلیل خشکسالی، قطع شدن زهکش‌ها به علت حفر بی‌رویه چاه و احداث سد بر روی سرشاخه‌های آن خشک شده، فقط در مواقع سیلاب دارای آب است و در طول سال پساب شهری در آن جاری است.
برای مهار سیلاب‌های کشف رود سد شوریجه با حجم مخزن ۲۰۰ میلیون مترمکعب در شهرستان‌سرخس بر روی این رودخانه با هدف تأمین آب کشاورزی در حال احداث است. سدهای طرق و کارده و ارداک بزرگ‌ترین سدها بر روی سرشاخه‌های کشف رود هستند.

## باستان‌شناسی

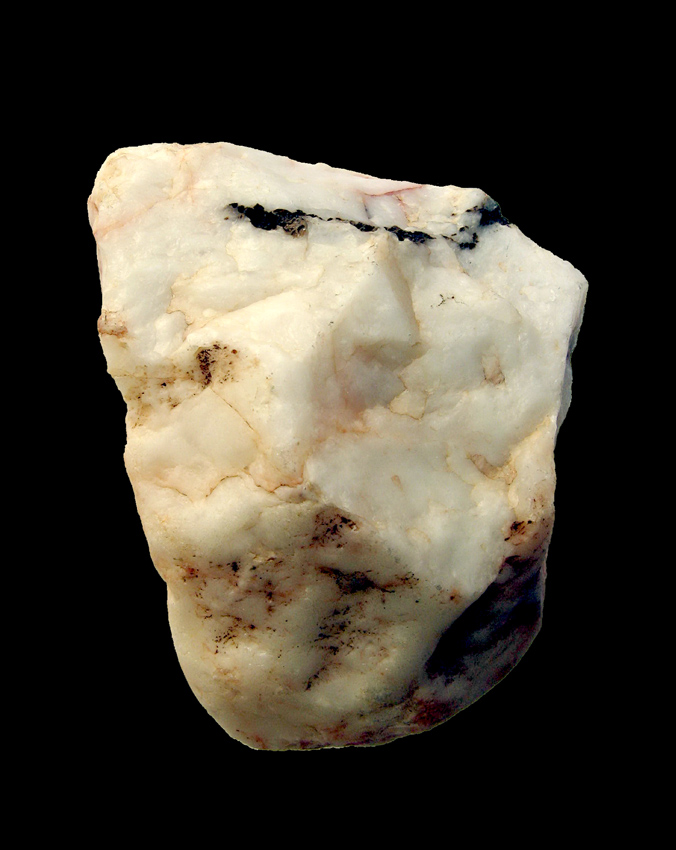
ابزار سنگی از کشف رود، دوره پارینه سنگی قدیم، موزه ملی ایران

کشف رود نام مجموعه ای از محوطه‌های دوره پارینه سنگی قدیم است که در حد فاصل ۳۵ کیلومتری تا ۸۵ کیلومتری جنوب شرقی مشهد، در اطراف بستر اصلی رودخانه کشف‌رود واقع شده‌اند.
کلود تیبو زمین‌شناس فرانسوی با همکاری علی آریایی زمین‌شناس ایرانی در سال‌های ۵۴–۱۳۵۳ بررسی‌هایی در حوضه کشف‌رود در شرق مشهد انجام دادند که طی آن ۸۰ نمونه دست‌ساخته سنگی از هفت محوطة باز گردآوری شد.
مجموعه کشف شده پس از بررسی به موزه ایران باستان در موزه ملی ایرلن تحویل شد. این مجموعه در اوایل دهه ۱۳۸۰ به بخش پارینه سنگی موزه ملی ایران منتقل شد و توسط فریدون بیگلری -باستان‌شناس- مجدداً بررسی شد. در بازنگری این مجموعه مشخص شد که تعدادی از نمونه‌های این مجموعه قطعات شکسته یا لب پرشده قلوه‌سنگ‌های طبیعی کوارتز (دُر کوهی) هستند و فاقد آثار دستکاری انسان هستند. اما اکثر نمونه‌ها توسط انسان ساخته شده و شامل سنگ مادر و سنگ مادرهای ساتور شکل، تراشه‌های ساده و ابزارهایی چون خراشنده، کنگره‌دار و درفش هستند.
این مجموعه مربوط به دوره پارینه سنگی قدیم است و براساس مشاهدات زمین‌شناسی بستر کشف آنها مربوط به پلیستوسن قدیم هستند. درنتیجه این مجموعه بیش از ۸۰۰ هزار سال قدمت دارد.